# Il segreto di Virginia
Il segreto di Virginia (Vanish in an Instant) è un romanzo giallo della scrittrice canadese Margaret Millar, pubblicato nel 1952.

## Storia editoriale
Vanish in an Instant ha avuto numerose traduzioni: in francese, spagnolo, portoghese, giapponese e tedesco.
In italiano, una prima edizione del 1953 ha avuto il titolo La morte viene da lontano. In seguito, nel 1991, l'opera è stata pubblicata ne Il Giallo Mondadori con titolo Il segreto di Virginia, titolo mantenuto nell'edizione 2010 ne I Classici del Giallo Mondadori.

## Trama
Nella tranquilla città universitaria di Albana, viene trovato ucciso un imprenditore edile, Claude Margolis. Con l'accusa di omicidio è stata arrestata Virginia Barkeley: la giovane si trovava nel cottage di Margolis quando questi, colpito con numerose coltellate al collo, le è caduto sopra. Il marito di Virginia (Paul) ha assunto l'avvocato Meecham, ma la difesa della ragazza sembra quasi impossibile perché lei, al momento del delitto, era talmente ubriaca da non ricordare nulla. L'arrivo da Los Angeles della signora Hamilton, ricca e arrogante madre di Virginia, complica ulteriormente le cose: abituata ad ottenere sempre tutto con il denaro, la donna biasima il genero per non avere assunto un giurista di grande fama e ritiene che Meecham sia inadatto al compito.
Virginia è rilasciata dopo quarant'otto ore (con gran dispetto dello sceriffo Cordwink), ma quello stesso giorno, mentre Meecham è in casa Barkeley, un certo Loftus si fa avanti e confessa di avere assassinato Margolis. L'apparente mancanza di un movente e la circostanza che l'uomo è malato terminale di leucemia fanno pensare che la confessione sia un imbroglio, ma Loftus descrive tutti i dettagli dell'evento e, in seguito alla perquisizione nel suo alloggio, si trovano gli abiti dell'uomo impregnati del sangue di Margolis. Dapprima incarcerato, poi trasferito all'ospedale, Loftus parla a lungo con un infermiere e il mattino seguente è trovato impiccato. Il caso sembra chiuso.
Ma per Meecham, trattato malamente dalla signora Hamilton, la verità è un obiettivo da raggiungere per principio, non per denaro. Così ripercorre i passi di Loftus: qualche anno prima, era stato abbandonato dalla moglie di cui era pazzo ed inoltre soffriva per avere una madre alcoolizzata, alla quale non mancava di inviare il denaro che aveva. Meecham va dalla signora Loftus per constatare che non sa più badare a se stessa e sopravvive grazie alle cure di Garino e Ella, custodi dello stabile. I due non vogliono accettare i soldi che Loftus ha lasciato morendo, ma una grossa somma è arrivata alla vecchia signora e i Garino informano Meecham perché intervenga. Intanto ad Arbana è giunta la moglie di Margolis che, chiesto un colloquio a Meecham, afferma di aver pesantemente litigato con Virginia in passato per dirle che nessuna donna era importante per Margolis, attaccato da sempre a un suo amore del passato, cioè a una certa signorina Falconer.
Prima di ripartire per la cittadina dove vivono i Garino e la signora Loftus, Meecham va all'alloggio di Loftus. Ha già conosciuto la locataria, una donna di nome Emmy Hearst e il marito, un tipo abbastanza insignificante di nome Jim. Apprende che Jim ha appena lasciato la casa per sempre: era geloso del rapporto che la moglie aveva con Loftus, ritenendolo un uomo superiore. Eppure la donna afferma che Loftus, morto a ventotto anni, non era mai stato sposato. Circondato da menzogne di ogni sorta, Meecham accoglie un appello di Alice, della quale si è innamorato, che lo avverte di una strana circostanza: la sera prima era venuto un uomo a parlare con la signora Hamilton. Ora la Hamilton, con Virginia, è partita a bordo di un'auto nuova e veloce, per portare lontano la figlia. Meecham e Paul, avvertito anch'egli, seguono le fuggiasche e le riportano a casa.
L'uomo alla guida dell'auto è Jim, al quale la Hamilton ha promesso una sistemazione. La sera prima era venuto a riferire alla signora Hamilton che Loftus, la sera del delitto, non si era mai mosso da casa. Perciò la signora Hamilton aveva architettato la fuga, ma Meecham, che comincia a orientarsi, le fa ammettere che è stata lei a pagare Loftus perché si accusasse. L'uomo aveva bisogno di molto denaro per qualcuno, tuttavia la Hamilton non poteva avergli fornito né i dettagli dell'omicidio, né tanto meno le prove sugli abiti. Ora Meecham lascerà tutti loro e partirà con Alice per l'ultima tappa, dalla madre di Loftus.
Quando arriva, trova la donna vestita da viaggio: sta aspettando, dice lei, la nuora, che tutti hanno sempre chiamato Birdie. Birdie la salverà e la terrà con sé. Meecham si mette in attesa e verso mezzanotte arriva qualcuno, una donna che entra nella stanza della signora Loftus. Quando le due escono insieme, Meecham le fronteggia: Jemina Falconer detta Birdie ed anche Emmy Hearst è la moglie che Loftus aveva fatto in modo di nascondere con le sue bugie e reticenze. Lei aveva accoltellato Margolis, un vecchio compagno di scuola, perché le aveva rifiutato il denaro per curare Loftus in un'altra città; lei si era ferita per impregnare gli abiti di Loftus; lei si era impegnata a soccorrerne la madre, inviandole parte del denaro ricevuto dalla signora Hamilton. E Virginia, che nulla aveva fatto, era considerata dalla madre un'assassina e le aveva chiuso per sempre la sua anima. Tutti pagheranno, ma non abbastanza rispetto alle sofferenze causate. Ma con Alice, Meecham si avvia a un futuro migliore.

## Personaggi
- Eric Meecham, avvocato di Arbana.
- Cordwink, sceriffo della città.
- Molly Jennings, assistente carceraria.
- Virginia, 26 anni, accusata di omicidio.
- Paul Barkeley, medico, marito di Virginia.
- signora Hamilton, madre di Virginia.
- Alice Dwyer, giovane dama di compagnia della signora Hamilton.
- Carney (signora Carnova), infermiera del dottor Barkeley e incaricata dalla signora Hamilton di sorvegliare e redarguire Virginia.
- Willett, figlio maggiore della signora Hamilton.
- Loftus (Earl Duane Loftus), 28 anni, malato terminale di leucemia.
- signora Loftus (Clara), madre di Loftus, alcoolizzata, vive in un'altra città.
- Bridie, moglie divorziata di Loftus.
- Emmy Hearst, responsabile di una casa appartenente a una banca, dove sono alloggiati alcuni studenti e Loftus, quest'ultimo in una stanza con entrata indipendente.
- Jim Hearst, marito di Emmy.
- Claude Margolis, la vittima, imprenditore edile di 42 anni (molto donnaiolo).
- Lily Margolis, moglie di Claude.
- George Loesser, avvocato, cugino di Lily.
- Victor Garino, responsabile dello stabile dove vive la signora Loftus.
- Ella, moglie di Garino: insieme si occupano della signora Loftus.

## Edizioni
- (EN)  Margaret Millar, Vanish in an instant Published January 1st 1952 by Random House, Mass Market Paperback, 245 pages
- Margaret Millar, La morte viene da lontano, collana I gialli del secolo n. 71, G. Casini, Roma 1953
- Margaret Millar, Il segreto di Virginia, collana Il Giallo Mondadori n. 2226, Milano 1991
- Margaret Millar, Il segreto di Virginia, traduzione di Adriana Crespi, collana I Classici del Giallo Mondadori n. 1258, Milano 2010